# Geophilus indianae
Geophilus indianae är en mångfotingart som beskrevs av John McNeill 1887. Geophilus indianae ingår i släktet Geophilus och familjen storjordkrypare. Inga underarter finns listade i Catalogue of Life.